# 科里特尼齊亞 (弗拉基米爾-沃倫斯基區)
50°56′19″N 24°1′53″E / 50.93861°N 24.03139°E
科里特尼齊亞（烏克蘭語：Коритниця），是烏克蘭西北部的村莊，隸屬沃倫州的沃洛德米爾區。該村面積7,000平方公里，海拔高度179米，2001年人口367。